# Garchey
Le Garchey (également connu sous la dénomination d'évier-vidoir) est un système d'évacuation des ordures par voie humide, contrairement au vide-ordures classique, qui est à voie sèche.
Le système fut inventé au début du XXe siècle par le français Louis Garchey et a connu son heure de gloire dans les années 1930.
Le principe général est d'utiliser les évacuations des éviers, avec un orifice élargi, et d'utiliser le poids de l'eau et une aspiration par le bas pour stocker les déchets dans une cuve devant être régulièrement vidée ou connectée au tout-à-l'égout. Il n'y avait pas de siphon, donc il était préférable de ne pas y laisser tomber, par inadvertance, de menus objets tels que bagues ou autres bijoux.  
Les logements de la « Cité-jardin» du Plessis-Robinson, le complexe immobilier Matrat-Voisembert à Issy-les-Moulineaux (jusqu'en 2005) ou la Cité radieuse de Marseille de Le Corbusier en furent équipés.